# Индейцы Бразилии
Индейцы Бразилии являются исконными обитателями этой страны, жившими на этой территории несколько тысяч лет до прихода европейцев. Однако они не образуют единой общности, распадаясь на множество отдельных племён.

## История
Хотя португальцы, прибыв к берегам нынешней Бразилии в начале XVI века, понимали, в отличие от Колумба, что это не Индия (так как они к этому времени уже были в самой Индии), за коренными обитателями всё равно закрепилось название índios. При этом индийцы называются по-португальски indianos.
К приходу европейцев индейцы на территории Бразилии вели в основном полукочевой образ жизни, занимаясь охотой, рыбной ловлей, собирательством и подвижным земледелием. По современным оценкам тогда насчитывалось около 2 000 племён, из которых многие были впоследствии истреблены или ассимилированы. Сейчас насчитывается лишь около 200 отдельных племён.
Численность автономного населения на территории Бразилии в доколумбову эпоху составляла не более 4 млн человек. Сейчас это число сократилось до 500—700 тысяч человек.
Из этого числа лишь около 250 тысяч человек сохраняет знание одного из 145 индейских языков, остальные полностью перешли на португальский.
18 января 2007 года Национальный фонд индейцев (FUNAI) сообщил, что подтверждено наличие 67 разных неконтактных племён на территории Бразилии. В 2005 году сообщалось лишь о сорока, и теперь Бразилия вышла на первое место в мире по числу неконтактных народов, обогнав Папуа — Новую Гвинею.

## Вклад в формирование бразильской нации
В формирование бразильского этноса внесли вклад различные народы, однако особенно весомым был вклад потомков тупи. Когда португальцы прибыли в Бразилию в XVI веке, первыми их встретили тупи. Вскоре распространились смешанные браки между португальскими поселенцами и местными женщинами, тем более, что португальцы редко привозили с собой женщин. Вместе с этим в колонии начал распространяться феномен «своячества», известный под названием «cunhadismo» (от португальского cunhado, «шурин»). «Своячество» по сути было старинной индейской традицией включения чужаков в свою общину. Индейцы предлагали европейцу девушку из своего племени в жёны, и если тот соглашался, он становился «свояком» для всех индейцев племени. Европейцы быстро усвоили многожёнство, распространённое среди индейцев, и один европеец мог иметь десятки индейских жён (temericós).
«Своячество» также использовалось для вербовки рабочей силы. Пользуясь многочисленными родственными связями, приобретёнными через своих аборигенных жён-temericós, португальцы использовали «свояков» для работы на себя, в первую очередь для рубки цезальпинии и погрузки древесины на корабли. В ходе этого процесса образовалась значительная популяция метисов, получивших в Бразилии название «мамелюко» и составившая подавляющее большинство населения этой страны. Без практики «своячества» португальцы едва ли закрепились бы в Бразилии, поскольку численность их была весьма мала, в особенности женщин.

## Резервации
Согласно бразильской конституции 1988 года, все земли древних предков современных индейцев должны были быть переданы племенам в течение пяти лет, но этот процесс еще не завершился. К настоящему моменту индейцам передано около 11% территории страны и около 22% джунглей Амазонки.

## Численность
В бразильских переписях выделяется пять расовых категорий, определяемых по самосознанию: branca (белые), preta (чёрные), amarela (жёлтые, то есть азиаты), parda (смешанные), indígena (коренные). Переписи проводит IBGE (Instituto Brasileiro de Geografia e Estatística—Brazilian Institute for Geography and Statistics). Согласно последней обычной переписи 2000 года индейцами себя назвали 734 127 чел. или 0,43 % населения Бразилии. В 2006 году проводилась так называемая «выборочная перепись домохозяйств» (Pesquisa Nacional por Amostra de Domicílios или PNAD; англ. National Research for Sample of Domiciles), согласно которой получилось 519 тыс. индейцев, или 0,28 %.
Согласно другому источнику (Schwartzman) «indígena» по происхождению составляют уже 6,64 % (то есть 11,3 млн на 2000 год).
При этом, согласно данным генетиков, свыше 50 млн бразильцев (26 %) имеют индейских предков.

## Перечень
| - Аче - en:Amanayé - Апиака - Ава - en:Baniwa - Ботокуды - Ваорани - Кайнганг - en:Dowlut[уточнить] - Гуажажара - Гуарани - Камаюра - Каража - Каяпо - en:Cubeo people - en:Kalias[уточнить] - en:Korubo - en:Marinahas - en:Matsés - en:Mayoruna - Мундуруку - Мура | - en:Nambikwara - en:Ofayé - en:Panará people - Пираха - Пури - en:Quilombolo - en:Tapirape (тапирапе, капирапе) - Терена - Тыкуна - Тупи - en:Tupiniquim (Tupinikim) - en:Xavante - en:Xingu peoples - en:Xokó - en:Xukuru people - en:Yawalapiti - Яминава - en:Zuruahã - en:Zemborya - Энавене-наве - Яномама |